# Abdalá Ezin
Abdalá Ezin es un deportista marroquí que compitió en atletismo adaptado. Ganó una medalla de oro en los Juegos Paralímpicos de Atenas 2004 en la prueba de 800 m (clase T52).

## Palmarés internacional
| Juegos Paralímpicos | Juegos Paralímpicos | Juegos Paralímpicos | Juegos Paralímpicos |
| Año                 | Lugar               | Medalla             | Prueba              |
| ------------------- | ------------------- | ------------------- | ------------------- |
| 2004                | Atenas (Grecia)     | Medalla de oro      | 800 m T52           |